# Orosztony
Orosztony è un comune dell'Ungheria di 454 abitanti (dati 2001). È situato nella contea di Zala.